# Lestodiplosis cinctipes
Lestodiplosis cinctipes är en tvåvingeart som först beskrevs av Ephraim Porter Felt 1914.  Lestodiplosis cinctipes ingår i släktet Lestodiplosis och familjen gallmyggor. Inga underarter finns listade i Catalogue of Life.